# Vera Lapko
Vera Lapko (Cyrillisch: Вера Лапко) (Minsk, 29 september 1998) is een tennisspeelster uit Wit–Rusland. Zij begon op vijfjarige leeftijd met het spelen van tennis Haar favoriete ondergrond is gravel. Zij speelt rechtshandig en heeft een tweehandige backhand.
In 2014 stond zij samen met de Slowaakse Tereza Mihalíková op het US Open in de finale van het meisjesdubbelspeltoernooi – zij verloren van İpek Soylu en Jil Teichmann. Ook op Wimbledon 2015 bereikten zij samen de meisjesdubbelspelfinale – hier waren zij niet opgewassen tegen het Hongaarse duo Dalma Gálfi en Fanny Stollár. In 2016 won zij de meisjesenkelspeltitel op het Australian Open – in de finale versloeg zij Tereza Mihalíková.
In 2016 stond zij voor het eerst in een WTA-finale, op het toernooi van Guangzhou waarvoor zij samen met landgenote Volha Havartsova een wildcard had gekregen – in de eindstrijd verloren zij van Asia Muhammad en Peng Shuai. Op het WTA-toernooi van Lugano 2018 bereikte zij nogmaals de finale, nu met landgenote Aryna Sabalenka – zij verloren van het Belgische koppel Kirsten Flipkens en Elise Mertens.
In de periode 2015–2018 maakte Lapko deel uit van het Wit-Russische Fed Cup-team – zij behaalde daar een winst/verlies-balans van 5–2.

## Posities op deWTA-ranglijst
Positie per einde seizoen:
| jaar | rang enkelspel | rang dubbelspel |
| ---- | -------------- | --------------- |
| 2015 | 590            | 703             |
| 2016 | 320            | 283             |
| 2017 | 131            | 102             |

## Palmares
| Legenda                 |
| ----------------------- |
| Grandslamtoernooi       |
| Olympische Spelen       |
| Year-End Championships  |
| Premier Mandatory       |
| Premier Five / WTA 1000 |
| Premier / WTA 500       |
| International / WTA 250 |
| Challenger / WTA 125    |

### WTA-finaleplaatsen enkelspel
geen

### WTA-finaleplaatsen vrouwendubbelspel
| nr.              | finale     | toernooi      | ondergrond    | partner          | tegenstandsters                  | score            |         |
| ---------------- | ---------- | ------------- | ------------- | ---------------- | -------------------------------- | ---------------- | ------- |
| gewonnen finales |            |               |               |                  |                                  |                  |         |
| geen             |            |               |               |                  |                                  |                  |         |
| verloren finales |            |               |               |                  |                                  |                  |         |
| 1.               | 2016-09-24 | WTA Guangzhou | hardcourt     | Volha Havartsova | Asia Muhammad Peng Shuai         | 2-6, 6-7         | details |
| 2.               | 2018-04-15 | WTA Lugano    | gravel        | Aryna Sabalenka  | Kirsten Flipkens Elise Mertens   | 1-6, 3-6         | details |
| 3.               | 2018-09-22 | WTA Guangzhou | hardcourt     | Danka Kovinić    | Monique Adamczak Jessica Moore   | 6-4, 5-7, [10-4] | details |
| 4.               | 2018-10-20 | WTA Luxemburg | hardcourt (i) | Mandy Minella    | Greet Minnen Alison Van Uytvanck | 6-7, 2-6         | details |